# Бернард Текпетей
Бернард Текпетей (англ. Bernard Tekpetey, нар. 3 вересня 1997, Аккра) — ганський футболіст, нападник болгарського клубу «Лудогорець» та національної збірної Гани. Виступав також за низку європейських клубів. П'ятиразовий чемпіон Болгарії, дворазовий володар Кубка Болгарії та чотириразовий володар Суперкубка Болгарії.

## Клубна кар'єра
Бернард Текпетей народився 1997 року в місті Аккра. У 2014 році перебрався до Німеччини, де розпочав займатися у школі футбольного клубу «Шальке 04». У 2016 році Текпетей розпочав грати в основній команді клубу, проте гравцем основного складу не став, і в 2017 році клуб відправив ганського нападника в оренду до австрійського клубу «Альтах». у 2018 році футболіст перейшов до німецького клубу «Падерборн 07». У 2019 році гравець на короткий час повернувся до «Шальке 04», але вже в цьому році перейшов до іншого німецького клубу «Фортуна» (Дюссельдорф).
У 2020 році Бернард Текпетей став гравцем болгарського клубу «Лудогорець». У складі болгарської команди ганський нападник 5 разів поспіль став чемпіоном Болгарії, а також став дворазовим володарем Кубка Болгарії та чотириразовим володарем Суперкубка Болгарії.

## Виступи за збірну
У 2017 році Бернард Текпетей дебютував у складі національної збірної Гани. У складі збірної брав участь у Кубку африканських націй 2017 року, після якого до збірної не залучався. Загалом провів у складі збірної 2 матчі, в яких забитими голами не відзначився.

## Титули і досягнення
- Чемпіон Болгарії (5):

«Лудогорець»: 2020–2021, 2021–2022, 2022–2023, 2023–2024, 2024–2025
- Володар Кубка Болгарії (2):

«Лудогорець»: 2022–2023, 2024–2025
- Володар Суперкубка Болгарії (4):

«Лудогорець»: 2021, 2022, 2023, 2024